# Pachyschesis acanthogammarii
Pachyschesis acanthogammarii is een vlokreeftensoort uit de familie van de Pachyschesidae. De wetenschappelijke naam van de soort is voor het eerst geldig gepubliceerd in 2000 door Tachteew.